# Europawahl in Dänemark 2014
- Sozialistische Volkspartei (F): 1
- Sozialdemokraten (A): 3
- N: 1
- Sozialliberale (B): 1
- Liberale Partei (V): 2
- Konservative (C): 1
- Dänische Volkspartei (O): 4

Die Europawahl in Dänemark 2014 fand am 25. Mai 2014 statt. Sie ist Teil der EU-weit stattfindenden Europawahl 2014; in Dänemark wurden wie bisher 13 der 751 Sitze im Europäischen Parlament vergeben. Wahlberechtigt waren 4.141.329 EU-Bürger, teilgenommen haben 2.332.217 (56,3 %) bei 2.276.694 (97,6 %) gültigen Stimmen.

## Wahlrecht
Die Wahl erfolgt nach dem Verhältniswahlrecht mit Vorzugsstimmen nach dem D’Hondt-Verfahren, wobei das jeweils ganze Land ein einheitlicher Wahlkreis ist.

## Ausgangslage und Parteien

### Scheidendes Parlament
| Fraktion                       | Fraktion                                                     | Mandate | Partei | Partei                      | Mandate |
| ------------------------------ | ------------------------------------------------------------ | ------- | ------ | --------------------------- | ------- |
|                                | Fraktion der Progressiven Allianz der Sozialdemokraten       | 5 / 13  |        | Socialdemokraterne          | 5 / 13  |
|                                | Fraktion der Allianz der Liberalen und Demokraten für Europa | 3 / 13  |        | Venstre                     | 3 / 13  |
|                                | Fraktion der Europäischen Volkspartei                        | 1 / 13  |        | Det Konservative Folkeparti | 1 / 13  |
|                                | Die Grünen/Europäische Freie Allianz                         | 1 / 13  |        | Socialistisk Folkeparti     | 1 / 13  |
|                                | Europäische Konservative und Reformer                        | 1 / 13  |        | Miljøpartiet Fokus 1        | 1 / 13  |
|                                | Die Linke im Europäischen Parlament – GUE/NGL                | 1 / 13  |        | Folkebevægelsen mod EU      | 1 / 13  |
|                                | Europa der Freiheit und der Demokratie                       | 1 / 13  |        | Dansk Folkeparti            | 1 / 13  |
|                                |                                                              |         |        |                             |         |
| Quelle: Europäisches Parlament |                                                              |         |        |                             |         |

### Listen und Parteien
| N. | Liste | Liste                            | Europapartei | Erstplatzierter in der Liste |
| -- | ----- | -------------------------------- | ------------ | ---------------------------- |
| A  |       | Socialdemokraterne (S)           | SPE          | Jeppe Kofod                  |
| B  |       | Radikale Venstre (RV)            | ALDE         | Morten Helveg Petersen       |
| C  |       | Det Konservative Folkeparti (KF) | EVP          | Bendt Bendtsen               |
| F  |       | Socialistisk Folkeparti (SF)     | NGLA         | Margrete Auken               |
| I  |       | Liberal Alliance (LA)            | –            | Christina Egelund            |
| N  |       | Folkebevægelsen mod EU           | EUD          | Rina Ronja Kari              |
| O  |       | Dansk Folkeparti (DF)            | MELD         | Morten Messerschmidt         |
| V  |       | Venstre (V)                      | ALDE         | Ulla Tørnæs                  |

Die Enhedslisten – de rød-grønne (Europäische Linke) tritt traditionell nicht zu Europawahlen an und unterstützt Folkebevægelsen mod EU.

## Ergebnis
| Listen                     | Listen                      | Stimmen   | %    | +/-   | Mandate | +/- |
| -------------------------- | --------------------------- | --------- | ---- | ----- | ------- | --- |
|                            | Dansk Folkeparti            | 605.889   | 26,6 | +11,3 | 4       | +2  |
|                            | Socialdemokraterne          | 435.245   | 19,1 | –2,4  | 3       | −1  |
|                            | Venstre                     | 379.840   | 16,7 | –3,6  | 2       | −1  |
|                            | Socialistisk Folkeparti     | 249.305   | 11,0 | –4,9  | 1       | −1  |
|                            | Det Konservative Folkeparti | 208.262   | 9,1  | –3,5  | 1       | ±0  |
|                            | Folkebevægelsen mod EU      | 183.724   | 8,1  | +0,9  | 1       | ±0  |
|                            | Radikale Venstre            | 148.949   | 6,5  | +2,3  | 1       | +1  |
|                            | Liberal Alliance            | 65.480    | 2,9  | +2,3  | –       | ±0  |
| Gesamt                     | Gesamt                      | 2.276.694 | 100  |       | 13      | –   |
|                            |                             |           |      |       |         |     |
| Ungültige Stimmen          | Ungültige Stimmen           | 55.523    | 2,4  |       |         |     |
| Wähler                     | Wähler                      | 2.332.217 | 56,3 |       |         |     |
| Wahlberechtigte            | Wahlberechtigte             | 4.141.329 |      |       |         |     |
|                            |                             |           |      |       |         |     |
| Quelle: Danmarks Statistik |                             |           |      |       |         |     |

Die Listen A, B und F sowie die Listen C und V waren jeweils miteinander verbunden:
| Listen | Listen                                                          | Stimmen | %    |
| ------ | --------------------------------------------------------------- | ------- | ---- |
|        | Socialdemokraterne – Radikale Venstre – Socialistisk Folkeparti | 831.144 | 36,5 |
|        | Det Konservative Folkeparti – Venstre                           | 586.839 | 25,8 |

## Fraktionen im Europäischen Parlament
| Partei                         | Partei                      | Mandate | Fraktion |
| ------------------------------ | --------------------------- | ------- | -------- |
|                                | Dansk Folkeparti            | 4 / 13  | EKR      |
|                                | Socialdemokraterne          | 3 / 13  | S&D      |
|                                | Venstre                     | 2 / 13  | ALDE     |
|                                | Socialistisk Folkeparti     | 1 / 13  | G/EFA    |
|                                | Det Konservative Folkeparti | 1 / 13  | EVP      |
|                                | Folkebevægelsen mod EU      | 1 / 13  | GUE/NGL  |
|                                | Radikale Venstre            | 1 / 13  | ALDE     |
|                                |                             |         |          |
| Quelle: Europäisches Parlament |                             |         |          |